# Білоруський державний університет транспорту
Білоруський державний університет транспорту (до 1992 р. — БелІІЖТ) — провідний навчальний та науково-дослідний заклад транспортного та будівельного комплексу Білорусі.
Заснований у 1953 році і розташований в м. Гомель. За минулі роки підготовлено понад 27 тисяч інженерів, бакалаврів і магістрів. В наш час[коли?] в університеті навчаються близько 12 тисяч студентів всіх форм навчання.
Підготовку кадрів на 32 кафедрах ведуть понад 300 викладачів, у тому числі 170 професорів і доцентів. Регіональні навчальні центри університету розташовані в Бресті, Вітебську, Мінську. У складі університету функціонує Інститут підвищення кваліфікації та Науково-дослідний інститут залізничного транспорту.

## Факультети
- Безвідривного навчання
- Гуманітарно-економічний
- Іноземних студентів
- Механічний
- Промислове та цивільне будівництво
- Профорієнтації та довузівської підготовки
- Будівельний
- Управління процесами перевезень
- Електротехнічний
- Військово-транспортний факультет

## Відомі випускники
- Сидорський Сергій Сергійович — Прем'єр-міністр Білорусі
- Можейко Євген Рудольфович — Головний конструктор вантажного вагонобудування ВАТ «КВБЗ» (Україна)